# Joaquina Dorado Pita
Joaquina Dorado Pita (La Corunya, 25 de juny de 1917 - Barcelona, 14 de març de 2017) va ser una activista anarco-sindicalista, republicana i antifranquista.
La seva família va emigrar a Barcelona el 1934. Allà va aprendre l'ofici de tapissera-envernissadora i es va afiliar al sindicat de la fusta i la decoració de la CNT; el 1936 va formar part del comitè de defensa de les Joventuts Llibertàries del Poble Sec. Durant els Fets de maig es va oposar a l'estalinisme. Va ser secretària del president del sindicat de la fusta, Manuel Hernández, al qual va substituir el 1937 quan es va incorporar al front. A Barcelona, va conèixer Liberto Sarrau, que seria el seu company de tota la vida. El 1939 es va exiliar a França i va ser internada al camp de Briançon, prop de la frontera italiana, d'on es va escapar i va passar a la clandestinitat. Es va instal·lar a Montpeller i després a Tolosa de Llenguadoc, on va participar en la reconstrucció del Sindicat de la Fusta. El 1943 va ser detinguda i internada al camp de Récébédou, a Portet sur Garonne, d'on va aconseguir fugir una vegada més.
Acabada la Segona Guerra Mundial, amb el seu company Liberto Sarrau, i amb Raul Carballeira, va formar part del grup anarquista “3 de mayo” que comptava amb la publicació llibertària Ruta. El 1946, com a membre del Moviment Llibertari de Resistència (MLR), va entrar clandestinament a Espanya i va intervenir en nombroses accions antifranquistes. El 24 de febrer de 1948, va ser detinguda amb el seu company Sarrau i torturada durant divuit dies a la Comissaria de la Via Laietana de Barcelona pel comissari Pedro Polo Borreguero. El 15 de marc de 1948 va ingressar a la presó de dones de les Corts, on va coincidir amb Rosa Mateu, Francesca Avellanet, Antònia Martínez i d'altres. Va ser condemnada a 15 anys de presó per rebelión militar. El 1949 li van concedir la llibertat condicional, però va ser novament detinguda el 1952 i aquest cop condemnada a 12 anys de presó. Durant la seva estada a la presó de les Corts va emmalaltir greument i li van haver d'extirpar un ronyó. Va redimir la pena treballant com a cosidora. La llibertat, la va obtenir el 1954.
L'any 1956, juntament amb el guerriller anarco-sindicalista Quico Sabater, va passar a França, on el 30 de juny va obtenir l'estatut d'asilada política i es va reunir amb el seu company Liberto Sarrau, que havia estat deu anys a la presó. Van instal·lar-se a París, sempre amb l'objectiu de lluitar contra el franquisme, militant també a la Confederació Nacional del Treball francesa (CNTF).
El 1978 va tornar a Espanya per l'homenatge a Bonaventura Durruti i el 1992 es va instal·lar definitivament a Barcelona. L'any 2002, després de la mort del seu company, va lliurar-ne els arxius a l'Institut Internacional d'Història Social d'Amsterdam. El 2004 va participar en l'homenatge als combatents antifranquistes organitzat per la CNT. El 2007 va rebre l'homenatge de la Xunta de Galicia. Va morir el març de 2017 per una hemorràgia cerebral, conseqüència d'un accident domèstic.